# Ksav Sofer
Pour les articles homonymes, voir Schreiber.
Avraham Shmuel Binyamin Sofer (ou  Abraham Samuel Benjamin Schreiber, ou encore de son nom officiel Samuel Wolf Schreiber), connu comme le Ksav Sofer ou Ketav Sofer, né le 13 mars 1815 à Presbourg et mort le 31 décembre 1871 dans la même ville, est le fils aîné du Hatam Sofer et son successeur comme rosh yeshiva à la prestigieuse yechiva de Pressburg est un des leaders du judaïsme hongrois de la seconde moitié du XIXe siècle.

## Biographie
Avraham Shmuel Binyamin Sofer est né le 13 mars 1815 à Bratislava, aujourd'hui en Slovaquie. Il est le fils aîné du Hatam Sofer et de Sorel, la fille du rabbin Akiva Eiger,.

### Rosh Yeshiva
Le Hatam Sofer meurt le 3 octobre 1839. Son fils aîné, le Ksav Sofer lui succède comme rosh yeshiva.
On compte parmi ses élèves : 
- Reuven Chaim Klein (1826–1873) Auteur du Shenos Chaim Chaim.
- Shmuel Ehrenfeld (1835–1883), (Chasan Sofer) (petit-fils du Hatam Sofer)
- Jacob Koppel Reich (1838–1929)
- Yosef Chaim Sonnenfeld (1848–1932)
- Hillel Klein (1849–1926).

## Œuvres
- (he) Ksav Sofer Responsa sur le Choulhan Aroukh
- (he) Ksav Sofer sur le Traité du Talmud Guitine
- (he) Ksav Sofer' sur le Pentateuque